# Dracocephalum renati
Dracocephalum renati là một loài thực vật có hoa trong họ Hoa môi. Loài này được Emb. mô tả khoa học đầu tiên năm 1935.

## Hình ảnh

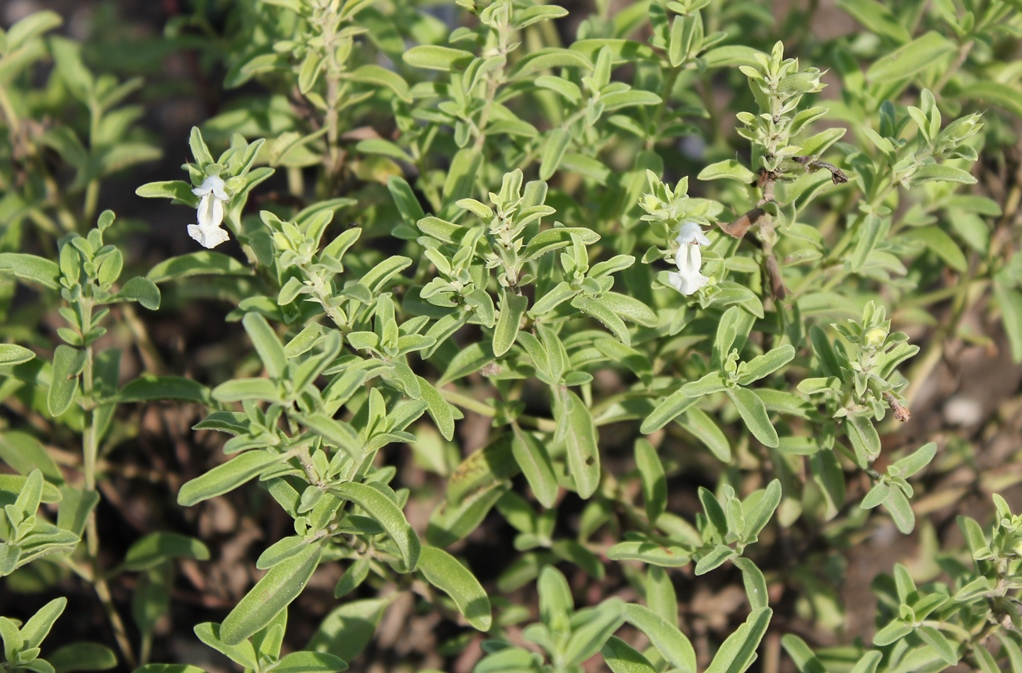